# Wang Yang (Leichtathletin)
Wang Yang (* 14. Februar 1989) ist eine chinesische Hochspringerin.

## Sportliche Laufbahn
Erste internationale Erfahrungen sammelte Wang Yang bei den Hallenasienmeisterschaften 2012 in Hangzhou, bei denen sie mit übersprungenen 1,88 m die Silbermedaille hinter ihrer Landsfrau Zheng Xingjuan gewann. Auch bei den Asienmeisterschaften 2015 in Wuhan gewann sie mit einer Höhe von 1,88 m die Silbermedaille hinter der Usbekin Svetlana Radzivil. 2019 wurde sie bei den Asienmeisterschaften in Doha mit übersprungenen 1,75 m Fünfte.
2015 und 2017 wurde Wang chinesische Meisterin im Hochsprung.

## Persönliche Bestleistungen
- Hochsprung (Freiluft): 1,92 m, 25. September 2012 in Kunshan
  - Hochsprung (Halle): 1,88 m, 18. Februar 2012 in Hangzhou